# Quando as Luzes das Marquises se Apagam
 (juin 2020).
Pour plus de détails, voir Fiche technique et Distribution.
Quando as Luzes das Marquises se Apagam (littéralement « Quand les Lumières dus Chapiteaux S'éteignent ») est un film documentaire brésilien réalisé par Renato Brandão, sorti en 2018,.
Le film raconte l'histoire des cinémas traditionnels dans une région appelée Cinelândia Paulistana, dans le centre-ville de São Paulo,.
Le nom Cinelandia, littéralement « Cinelande », a été inspiré une zone centrale de Rio de Janeiro qui a concentré plusieurs cinémas et théâtres.
Dans le cas de Cinelandia Paulistana, il était situé entre les avenues São João et Ipiranga, deux des plus importantes voies urbaines de la plus grande ville du Brésil.

## Synopsis
Basé sur des témoignages d'anciens amateurs de cinéma réguliers et de nombreuses séquences d'archives, le documentaire présente l'histoire des cinémas situés à Cinelândia Paulistana, une zone qui détenait la plus grande concentration de cinémas de la ville de São Paulo et a atteint son apogée dans les années 1950 et 1960.
L'émergence des multiplexe cinématographique souvent situés dans les centres commerciaux et de la vidéo à domicile (sur VHS et DVD) au cours des années 1980 ont réduit une grande partie de l'attrait de Cinelandia Paulistana, qui a vu la fermeture de ses plusieurs cinémas célèbres, tandis que ses moins de théâtres restants se spécialisent dans la projection de films pornographiques pour adultes.

## Fiche technique
- Réalisation : Renato Brandão
- Production : Amanda Ferreira et Renato Brandão
- Scénario : Renato Brandão
- Image : Pedro Watanabe, Raoni Maddalena et Simon Vialas
- Son : Alexandre Scarpelli, Henrique Chiurciu, Ivan Nakamura, Lucas Bonolo et Rafael Veríssimo
- Montage : Bruna Carvalho Almeida et Renato Brandão
- Musique : Lucas Cirillo, Luciano Cossina, Julio Fejuca et Nelson Lin
- Pays d'origine : Brésil
- Format : noir et blanc / couleurs - 35 mm - 1,85:1 - Dolby

## Distinctions

### Nominations et sélections
- Festival international brésilien du documentaire É Tudo Verdade 2018 : sélection officielle « programmes spéciaux  »[6],[7],[8]
- Festival international brésilien du film d'archives Arquivo Em Cartaz 2020 : sélection officielle[9],[10]